# Rodrigo Gómez (calciatore 1993)
Rodrigo Manuel Gómez (Santa Fe, 2 gennaio 1993) è un calciatore argentino, centrocampista del Motagua.

## Caratteristiche tecniche
È un esterno destro.

## Carriera
Cresciuto nelle giovanili dell'Argentinos Juniors, ha esordito il 23 marzo 2013 in occasione del match di Copa Argentina perso ai rigori contro lo Sp. Belgrano (SF)

## Statistiche

### Presenze e reti nei club
Statistiche aggiornate al 9 settembre 2020.
| Stagione               | Squadra                | Campionato             | Campionato | Campionato | Coppe nazionali | Coppe nazionali | Coppe nazionali | Coppe continentali | Coppe continentali | Coppe continentali | Altre coppe | Altre coppe | Altre coppe | Totale | Totale | Totale |
| Stagione               | Squadra                | Comp                   | Pres       | Reti       | Comp            | Pres            | Reti            | Comp               | Pres               | Reti               | Comp        | Pres        | Reti        | Pres   | Reti   |        |
| ---------------------- | ---------------------- | ---------------------- | ---------- | ---------- | --------------- | --------------- | --------------- | ------------------ | ------------------ | ------------------ | ----------- | ----------- | ----------- | ------ | ------ | ------ |
| 2012-2013              | Argentinos Juniors     | PD                     | 8          | 1          | CA              | 1               | 0               |                    | -                  | -                  |             | -           | -           | 9      | 1      |        |
| 2013-2014              | Argentinos Juniors     | PD                     | 31         | 3          | CA              | 1               | 0               |                    | -                  | -                  |             | -           | -           | 32     | 3      |        |
| Totale Argentinos Jrs. | Totale Argentinos Jrs. | Totale Argentinos Jrs. | 39         | 4          |                 | 2               | 0               |                    | -                  | -                  |             | -           | -           | 41     | 4      |        |
| 2014                   | Independiente          | PD                     | 5          | 0          |                 | -               | -               |                    | -                  | -                  |             | -           | -           | 5      | 0      |        |
| 2015                   | Quilmes                | PD                     | 29         | 4          | CA              | 2               | 0               |                    | -                  | -                  |             | -           | -           | 31     | 4      |        |
| 2016                   | Independiente          | PD                     | 9          | 1          | CA              | 1               | 0               |                    | -                  | -                  |             | -           | -           | 10     | 1      |        |
| Totale Independiente   | Totale Independiente   | Totale Independiente   | 14         | 1          |                 | 1               | 0               |                    | -                  | -                  |             | -           | -           | 15     | 1      |        |
| 2016-2017              | Toluca                 | PD                     | 15         | 0          | CM              | 8               | 0               |                    | -                  | -                  |             | -           | -           | 23     | 0      |        |
| lug.-dic. 2017         | Toluca                 | PD                     | 13         | 0          | CM              | 2               | 0               |                    | -                  | -                  |             | -           | -           | 15     | 0      |        |
| Totale Toluca          | Totale Toluca          | Totale Toluca          | 28         | 0          |                 | 10              | 0               |                    | -                  | -                  |             | -           | -           | 38     | 0      |        |
| gen.-giu. 2018         | Unión (SF)             | PD                     | 13         | 0          | CA              | 0               | 0               |                    | -                  | -                  |             | -           | -           | 13     | 0      |        |
| ago.-dic. 2018         | Unión (SF)             | PD                     | 14         | 0          | CA              | -               | -               |                    | -                  | -                  |             | -           | -           | 13     | 0      |        |
| Totale Unión (SF)      | Totale Unión (SF)      | Totale Unión (SF)      | 27         | 0          |                 | 0               | 0               |                    | -                  | -                  |             | -           | -           | 27     | 0      |        |
| gen.-giu. 2019         | San Martín (T)         | PD                     | 9          | 2          | CA+CdL          | 1+2             | 1+0             |                    | -                  | -                  |             | -           | -           | 12     | 3      |        |
| 2019-2020              | Huracán                | PD                     | 20         | 4          | CA+CdL          | 1+0             | 0               | CS                 | 2                  | 0                  |             | -           | -           | 23     | 4      |        |
| Totale carriera        | Totale carriera        | Totale carriera        | 166        | 15         |                 | 19              | 1               |                    | 2                  | 0                  |             | -           | -           | 164    | 12     |        |